# Власов, Владимир Михайлович (металлург)
Владимир Михайлович Власов (14 сентября 1938, Зайцево, УССР — 26 февраля 2023) — металлург, государственный и политический деятель, второй секретарь Первоуральского горкома КПСС (1980—1984), директор Первоуральского новотрубного завода (1984—1987), председатель Свердловского облисполкома и облсовета и член бюро Свердловского обкома КПСС (1987—1990). Профессор по специальности «Исследования в области проектов и программ» (2006), почётный профессор кафедры «Обработка металлов давлением» института «Материаловедения и металлургии» Уральского федерального университета (2008) и почётный профессор Уральского государственного аграрного университета (2008). Действительный член Академии инженерных наук имени А. М. Прохорова.

## Биография
После окончания в 1956 году средней школы работал плотником артели, затем учился на подготовительных курсах Харьковского политехнического института. В 1957—1960 гг. служил по призыву в Киевском военном округе и Группе Советских войск в Германии. После демобилизации поступил на металлургический факультет Днепропетровского металлургического института, после окончания которого попал по распределению на Первоуральский старотрубный завод (г. Первоуральск Свердловской области). Был помощником мастера и мастером КИПиА в энергоцехе завода, с 1967 г. — начальник цеха КИПиА. После объединения старо- и новотрубного заводов (март 1973) — зам. начальника и начальник трубоэлектросварочного цеха Первоуральского новотрубного завода. Участвовал в создании и промышленном внедрении новых видов труб для различных отраслей народного хозяйства.
В феврале 1980 года Власов перешёл на партийную работу, заняв должность 2-го секретаря Первоуральского горкома КПСС. В январе 1981 г. защитил кандидатскую диссертацию. В августе 1984 года назначен директором Первоуральского Новотрубного завода. В июле 1987 года избран председателем Свердловского облисполкома, сменил на этой должности Олега Лобова, перешедшего на должность заместителя председателя Совета Министров РСФСР.
В марте 1990 года был избран народным депутатом РСФСР по 672-му территориальному избирательному округу. Одновременно был переизбран депутатом Свердловского облсовета, а 28 марта, на первом заседании нового (XXI) созыва облсовета, избран его председателем, оставив должность председателя облисполкома (2 апреля на неё был избран Эдуард Россель). В должности председателя облсовета Власов пробыл четыре месяца: на совещании в ЦК КПСС он не поддержал кандидатуру Бориса Ельцина на пост председателя Верховного Совета РСФСР, и в конце июня, на заседании ближайшей сессии облсовета, в нарушение юридических норм был отстранен от должности. Через некоторое время Власов был назначен заместителем торгпреда СССР (затем России) в Индии распоряжением Председателя Совета Министров Н. И. Рыжковым и пробыл на этой должности до июня 1993 года.
В 1993—1999 годах — директор ряда коммерческих фирм. В январе 1999 года  вернулся на Первоуральский новотрубный завод на должность заместителя генерального (затем — управляющего) директора по связям с органами государственного управления и члена совета директоров.
Скончался 26 февраля 2023 года на 85-м году жизни. Был похоронен 2 марта на Широкореченском кладбище.

## Участие в работе центральных органов власти
- народный депутат РСФСР
- делегат XXVII съезда КПСС и XIX всесоюзной партконференции.
- делегат 13 съезда профсоюзов России

## Награды
- орден Трудового Красного Знамени (1984)
- орден «За заслуги перед Партией»
- Государственная премия СССР (1986)
- премия Совета Министров СССР (1982)
- медаль «80 лет гражданской обороны» (2013)
- медаль «Ветеран труда» (1990)
- медаль «100 лет профсоюзам России» (2004)
- медаль «70 лет вооруженных сил СССР» (1988)
- медаль «За доблестный труд. В ознаменование 100-летия со дня рождения В. И. Ленина» (1969)
- медаль « 60 лет победы в Великой Отечественной войне» (2005)
- медаль «За трудовое отличие» (1976)
- серебряная медаль «За достигнутые успехи в развитии народного хозяйства СССР» (1980)
- юбилейный знак «70 лет советской милиции» (1987)
- знак «Войска противовоздушной обороны страны» (1988)
- знак отличия «За заслуги перед Свердловской областью» II степени (10 сентября 2018 года) — за выдающиеся достижения в сфере экономического развития Свердловской области[3]
- знак «За заслуги перед Свердловской областью» III степени (2006)
- знак «Ветеран промышленности Урала» (2003)
- почётный металлург России (2005)
- почётный гражданин Первоуральска
- лауреат премии им. Черепановых (2002)
- лауреат премии-медали им. В. Е. Грум-Гржимайло (2003)
- почётная награда Академии Естественных наук Крест «За заслуги»
- почётная медаль Международной Академии наук о Природе и Обществе « За заслуги в деле возрождения науки и экономики России»
- серебряная медаль Международной академии авторов научных открытий и изобретений «За заслуги в деле изобретательства»

## Творчество
- Комплекс научно-исследовательских, конструкторских и технологических работ по созданию и широкому промышленному внедрению новых видов электросварных, холоднодеформированных и профильных высококачественных труб для промышленности сельского хозяйства и транспорта на соискание премии Совета Министров СССР (1982)
- Комплекс научно-исследовательских, конструкторских и технологических работ по созданию и широкому промышленному внедрению новых видов электросварных, холоднодеформированных и профильных высококачественных труб из высоколегированных сталей и сплавов для народного хозяйства на соискание Государственной премии СССР (1986)
- Богатов А. А., Тропотов А. В., Власов В. М. и др. Электросварные холоднодеформированные трубы. Металлургия, Москва,1991
- В. В. Харитонов, А. А. Богатов, В. М. Власов. Оборудование для производства электросварных труб. УрФУ, Екатеринбург, 2010
- В. М. Власов, А. А. Богатов, Е. М. Халамез. Элементы теории непрерывной формовки и сварки при производстве электросварных тонкостенных труб. Сократ, Екатеринбург, 2011
- Власов В. М. Совершенствование технологии индукционной сварки стальных труб. УПИ, Свердловск, 1980.
- Власов В. М. Новые технологии и изделия в производстве электросварных труб. УПИ, Екатеринбург, 2005.
- В. М. Власов. Из века восемнадцатого — в век двадцать первый. Очерк истории Первоуральского новотрубного завода. Сократ, Екатеринбург, 2007
- Коллектив авторов. Свердловская область : страницы истории (1934—2014) : Научно-популярное издание / под ред. В. Д. Камынина, А. Д. Кириллова, А. В. Сперанского. — Екатеринбург : Издательство «Сократ», 2014. — 544 с. — ISBN 978-5-906350-18-3.

### Поэзия
- Линия жизни. Фрагменты биографии в прозе и стихах. Сократ, Екатеринбург, 2006
- Дорогами жизни. Лирика прожитых лет. Сократ, Екатеринбург, 2008
- Стихотворения. Сократ, Екатеринбург, 2008
- Родные дали. Стихотворения и поэмы. Сократ, Екатеринбург, 2010
- Минувших дней воспоминанья… Стихотворения. Сократ, Екатеринбург, 2013